# Michael Nicolai Christopher Kall Rasmussen
Michael Nicolai Christopher Kall Rasmussen (25. juni 1816 – 12. marts 1863) var en dansk historiker og arkivar.
Michael Nicolai Christopher Kall Rasmussen blev i København som ældste søn af professor Jens Lassen Rasmussen. Han blev student 1834 (privat dimitteret), tog 2. ekdamen og begyndte at studere teologi, men hans interesse for Danmarks historie, særlig dets personalhistorie, bortdrog ham fra brødstudiet, som han ikke fik afsluttet.
1845 ansattes han som kopist i Gehejmearkivet, efter at han allerede havde vist evne for arkivgerning ved at ordne Konsistoriums i forvirring henliggende arkiv, han avancerede hurtig, blev 1849 inspektør og 1851 registrator, fik 1856 titel af professor, men døde allerede 1863, efter et langt sygeleje.
Hvad Kall Rasmussen har ydet af selvstændige bidrag til vor historiske litteratur, er snart nævnt: et par små afhandlinger, hvoraf den største, et bidrag til Ludvig Holbergs ungdomshistorie , kun er på lidt over 2 ark.
Som udgiver var hans virksomhed noget større, i det han har udgivet en del aktstykker, navnlig i Danske Magazin, for størstedelen ledsagede af righoldige oplysninger. Men ikke en eneste bog bærer hans navn på titelbladet. Han var en i høj grad uproduktiv natur, hvad der i betragtning af hans på visse områder enestående lærdom må beklages. Hans fænomenale hukommelse, der med vidunderlig troskab fastholdt, hvad der en gang havde passeret hans øje, gjorde ham imidlertid, som det ytredes efter hans død, til "et levende historisk Lexikon", der med udbytte kunne rådspørges og også blev det, thi til at lade andre nyde godt af sin viden var han altid villig, og talrige var de forfattere, som tyede til ham, og hvem han hjalp, ofte med megen opofrelse af tid.
I arkivet gjorde denne hans hjælpsomhed, hans omfattende kendskab til dets indhold og hans store pålidelighed ham til en af alle skattet embedsmand. For at drage fordel af hans kundskaber oprettede Det kongelige danske Selskab for Fædrelandets Historie 1847 en lille plads for ham, nemlig som medhjælper for sekretæren med den opgave at deltage i udgivelsen af Danske Magazin, og dette gav anledning til, at 3. bind af dette værks 3. række indeholder så mange bidrag fra hans hånd, deriblandt biskop Lage Urnes testamente med dets værdifulde anmærkninger; men da hans stilling i arkivet 1851 var blevet væsentlig forbedret, måske også fordi professor Tyge Alexander Becker da blev selskabets sekretær, opgav Kall Rasmussen sin virksomhed i selskabets tjeneste. Det følgende år blev han optaget i selskabet, men han leverede ikke senere noget bidrag til dets
tidsskrift, end ikke efter at han 1860 var blevet selskabets sekretær.
1857 blev han medlem af den danske historiske Forenings bestyrelse.
Hans bror var Abraham Kall Rasmussen.